# Chilkat Inlet
De Chilkat Inlet is een inham in de Alaska Panhandle in het zuidoosten van Alaska in de Verenigde Staten.

## Geografie
Het Lynn Canal splitst zich aan het noordelijk uiteinde in twee noordwaarts gaande takken: de Chilkat Inlet is de westelijke tak en de Chilkoot Inlet de oostelijke tak. De twee worden van elkaar gescheiden door het Chilkat Peninsula. Op het schiereiland liggen de plaatsen Haines en Mud Bay aan de inham. In het noordwesten van de inham mondt de Chilkat River erin uit.
Het waterlichaam ligt in de mariene ecoregio Noord-Amerikaans Pacifisch Fjordland.

## Geschiedenis
De inham werd voor het eerst in kaart gebracht in 1794 door Joseph Whidbey, kapitein van HMS Discovery tijdens de expeditie van George Vancouver van 1791-1795.
Chilkat Inlet werd vanaf ten minste 1800 regelmatig bezocht door maritieme pelsjagers. De Atahualpa bezocht het in 1801 en het logboek vermeldt een eerder handelsbezoek door een niet-geïdentificeerd schip. Deze handelaren spelden Chilkat op verschillende manieren, zoals Chilcart en Chilkark.
In april 1811 vocht de Amerikaanse maritieme pelsjager Samuel Hill, kapitein van de Otter, met de Chilkat Tlingit in Chilkat Inlet. Twee van Hill's bemanningsleden kwamen om, waaronder zijn tweede stuurman en journaalhouder Richard Kemp, en zijn bootsman. Zes anderen raakten gewond. Volgens kapitein Hill leden de Tlingit 40 doden, waaronder 13 opperhoofden. Hill gaf zowel zijn eerste stuurman als de Tlingit de schuld, maar hij was berucht om zijn gewelddadigheid en viel vaak ongeprovoceerd inheemse mensen aan.
Na de slag van 1811 bezochten enkele jaren lang minder handelsschepen het gebied. In 1821 was het weer een vaste handelsplaats, met bezoeken van schepen zoals de Mentor in 1821.